# Arganda del Rey
Arganda del Rey (spanskt uttal: [aɾˈɣanda ðel rej]) är en stad och kommun i den autonoma regionen Madrid i centrala Spanien. Staden ligger cirka 26 kilometer sydost om centrala Madrid. Kommunen har 59 513 invånare (2024), på en yta av 79,65 km². Staden är belägen längs med motorvägen A-3.
Samhället har anor från morisk tid. Arganda del Rey firar sin skyddshelgon andra veckan i september med festligheter liknande dem i Pamplona med 6 dagars encierro (tjurrusning) med efterföljande tjurfäktning.